# Església Nova de Sant Joan les Fonts
L'Església Nova de Sant Joan les Fonts és una església de Sant Joan les Fonts (Garrotxa) inclosa a l'Inventari del Patrimoni Arquitectònic de Catalunya.

## Descripció

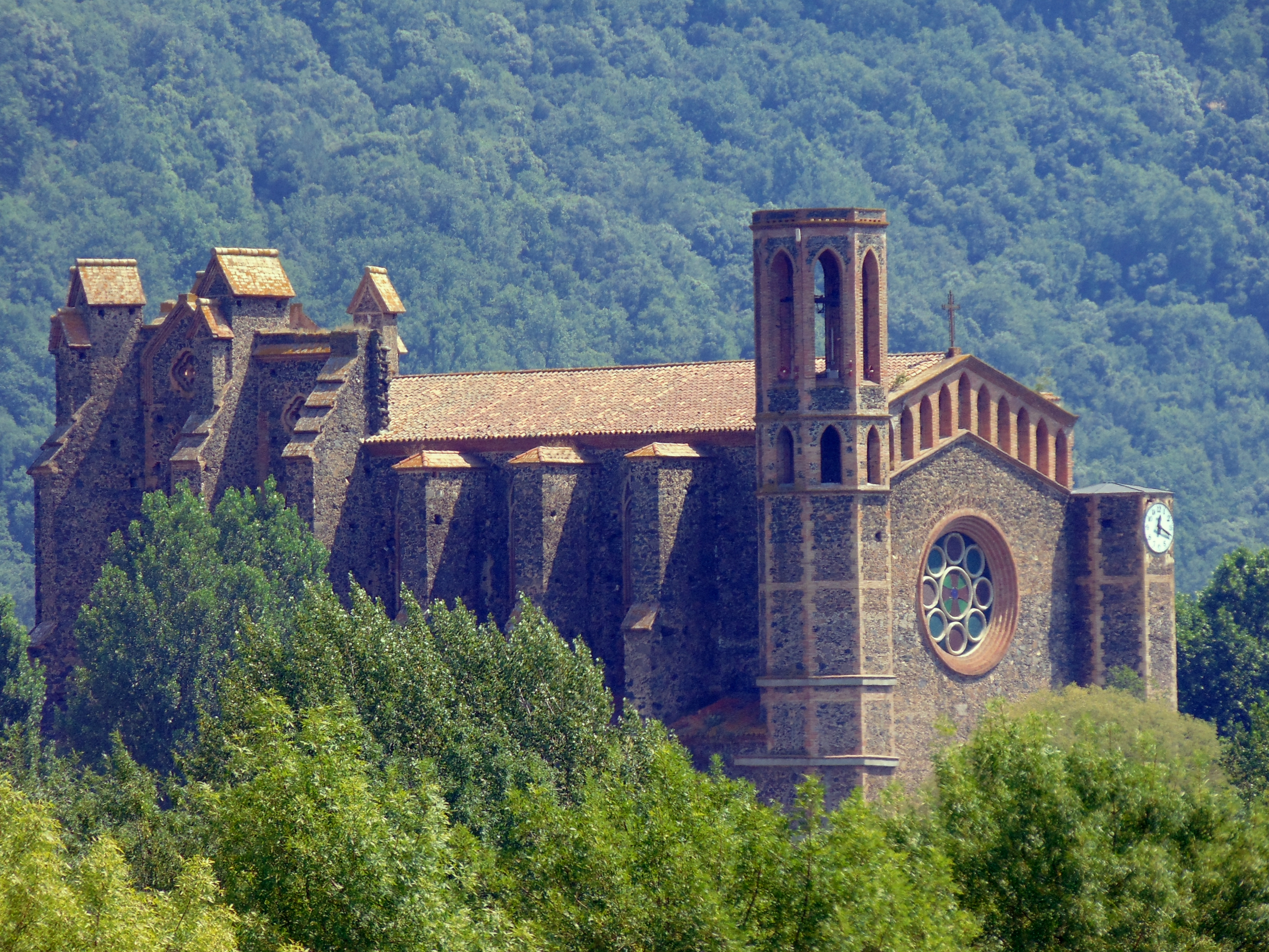

És un edifici de planta rectangular, amb una sola nau i capelles laterals entre els contraforts. La façana principal està emmarcada per dues torres campanars de planta hexagonal; la del costat dret no ha estat mai acabada. La porta d'accés al temple és d'arc apuntat, amb el timpà net d'ornamentació. A la part superior hi ha una gran rosassa. Cèsar August Torras va escriure: "L'església nova, sense acabar, es troba bon xich separada, és d'un atrevit estil y presenta per sa esveltesa quasi exagerada un cop de vista agradable."

## Història
A Olot i comarca durant la segona meitat del segle xix els mòduls neoclàssics, sense desaparèixer del tot, donen pas a una arquitectura molt més historicista i eclèctica. Es construeixen edificis, que segons llur destinació, utilitzen una imitació de diversos estils del passat, que es tornen a interpretar a partir d'una sintaxi pròpiament vuitcentista i amb resultats, sovint, d'una gran qualitat. L'església de Sant Joan cal incloure-la dins aquest ampli ventall d'edificis eclèctics. Les obres del campanar i de la rosassa s'acabaren fa uns trenta anys.